# General der Instandsetzungstruppe
Der General der Instandsetzungstruppe war in der Bundeswehr die Dienststellung des für bestimmte Fragen der Truppenausbildung und -ausrüstung der mittlerweile in den Heereslogistiktruppen aufgegangenen Instandsetzungstruppe verantwortlichen Offiziers, meist im Dienstgrad eines Brigadegenerals.
Die Dienststellung General der Instandsetzungstruppe war seit 1995 mit dem Kommandeur Technische Schule Landsysteme und Fachschule des Heeres für Technik verbunden. Nach Eingliederung der Instandsetzungstruppe in die Heereslogistiktruppen, wurde die Dienststellung nicht mehr besetzt. Der Kommandeur Technische Schule Landsysteme und Fachschule des Heeres für Technik ist heute für die Weiterentwicklung der Heereslogistiktruppen insgesamt verantwortlich und bekleidet daher die Dienststellung General der Heereslogistiktruppen.
Entsprechende Dienststellungen existieren auch für die anderen Truppengattungen des Heeres. Da es sich hierbei um eine Dienststellung handelt, ist manchmal ein Oberst „General der“ jeweiligen Truppengattung. Die Anrede Herr General bzw. Herr Oberst ist üblich; die Anrede Herr General der Instandsetzungstruppe ist unüblich, da es sich um keinen Dienstgrad handelt.